# Barth (Meklenbursko-Přední Pomořansko)
Barth je město v německé spolkové zemi Meklenbursko-Přední Pomořansko. Leží na pobřeží Baltského moře, v Barthské zátoce, oddělené od volného moře poloostrovem Fischland-Darß-Zingst, na břehu řeky Barthe.
Končí zde provozovaná část železniční tratě Velgast–Prerow z Velgastu, zbylá část do Prerowa je v současnosti mimo provoz.

## Partnerská města
- Simrishamn
- Bremervörde
- Varel
- Kołobrzeg